# إي. سي. مايرز
إي. سي. مايرز (بالإنجليزية: E. C. Myers)‏ (1978)؛ كاتِب مُتخصِّص في أدب الأطفال وروائي أمريكي.